# Prosopocera sulphureomarmorata
Prosopocera sulphureomarmorata là một loài bọ cánh cứng trong họ Cerambycidae.